# JPアセット証券野球部
JPアセット証券野球部（ジェイピーアセットしょうけんやきゅうぶ）は、東京都に本拠地を置き、日本野球連盟に加盟する社会人野球の企業チームである。

## 概要
2008年に設立された東京都中央区に本社を置く証券会社である、JPアセット証券株式会社が、選手を会社の戦力として受け入れ、企業チームの新しいモデルとなることを目標にして2019年に創部。翌2020年から公式戦に参戦している。
公式戦参加初年度となった2020年の都市対抗野球東京都予選では、3連勝で1次予選を突破。2次予選へ進出した。2次予選で勝利を挙げることは出来なかったものの、大内信之介がセガサミーの補強選手に選ばれ、本戦出場を果たした。
全社員のうち野球部員が約半数を占めており、部員も営業の戦力となることを求められているため、全部員が証券外務員一種の資格を保有している。

## 沿革
- 2019年：創部、日本野球連盟に企業チームとして加盟。
- 2025年：2025年から2027年まで2年間（予定）の休部を発表[2][3]。

## 元プロ野球選出の競技者登録
- 野林大樹（元:近鉄バファローズ、広島東洋カープ、ヤクルトスワローズ） - 監督（2019年～2022年）
- 高山智行（元:阪神タイガース） - ヘッドコーチ（2019年～2022年）
- 土井淳（元:大洋ホエールズ） - 技術顧問（2019年～2024年）
- 吉田嵩（元:中日ドラゴンズ） - 投手（2019年～2020年）
- 亀井塔生（元:横浜DeNAベイスターズ） - 捕手（2019年～2020年）
- 永井敦士（元:広島東洋カープ） - 外野手（2022年～2024年）
- 安藤信二（元:西武ライオンズ） - 監督（2023年～2024年）[4]
- 大川章（元:ヤクルトスワローズ、日本ハムファイターズ） - コーチ（2024年）

## 主な在籍選手
- 度会基輝（内野手） - 元プロ野球選手（ヤクルト）の度会博文の長男[5]であり、プロ野球選手（DeNA）の度会隆輝の兄。

## かつて在籍していた選手
- 大内信之介 - 内野手（2020-2021） ※ジェイファムに移籍、のちに日本製鉄かずさマジックに移籍
- 金田泰成 - 投手（2020-2021） ※日本製鉄かずさマジックに移籍